# Март Лаар
Март Лаар (на естонски Mart Laar) е естонски историк и политик от партията Съюз Pro Patria. Като министър-председател на Естония от 1992 до 1994 и от 1999 до 2002 той провежда радикални икономически реформи, довели до превръщането на страната в т.нар. Балтийски тигър.
Март Лаар завършва история в Университета в Тарту през 1983. След това е учител по история в Талин и автор на няколко книги върху историята на Естония и Русия. За известно време е председател на Съвета на историците към Фондацията за естонско наследство, на Дружеството за съхранение на естонската история и на Дружеството на студентите по естонски.
Март Лаар е член на партията Съюз Pro Patria и на 21 октомври 1992 е избран от парламента за министър-председател, след като е предложен от президента Ленарт Мери. През 1994 парламентът го отстранява с вот на недоверие, като посткомунистическата опозиция го обвинява, че е излъгал народа. Пет години по-късно Март Лаар се завръща на поста със задачата да изведе икономиката от рецесията и да поведе страната към членство в Европейския съюз. Той остава начело на правителството до 2002, когато подава оставка.